# Antígona de Epiro
Antígona (en griego: Ἀντιγόνη, nacida antes de 317 a. C. -295 a. C.) fue una princesa de la dinastía ptolemaica, que se convirtió en reina de Epiro, por su matrimonio con Pirro de Epiro.
Antígona era hija de Berenice I de Egipto y de su primer marido, Filipo, un oficial macedonio al servicio de Alejandro Magno, que dirigió una de las falanges durante sus campañas.
En 300 a. C. o 299 a. C., Pirro fue enviado a Egipto como rehén por Demetrio I de Macedonia, durante un breve acercamiento que hubo entre éste y Ptolomeo I. Pirro permaneció en Alejandría, y parece que fue apreciado por Ptolomeo como un hombre valiente, que destacó en las partidas de caza y en otros ejercicios. Al año siguiente de su llegada, Ptolomeo arregló la boda de Pirro con Antígona.
Con la ayuda de Antígona, Pirro obtuvo una flota de barcos, y dinero para volver a su reino de Epiro, donde llegó a un acuerdo con su pariente Neoptólemo II, que había usurpado el reino, para gobernar conjuntamente.
A través de su matrimonio, Antígona se convirtió en reina consorte de Epiro, y le dio dos hijos: Olimpia, y Ptolomeo. Antígona murió probablemente en el parto de este último, ya que parece que murió en el mismo año del nacimiento.
Como honor póstumo hacia su esposa, Pirro fundó una colonia llamada Antigonia, conocida por las medallas conservadas con su nombre. Estas medallas se distinguen por un obelisco, dentro de una corona de hojas de hiedra y racimos de uva, con la inscripción ΑΝΤΙΓΟΝΕΩΝ.